# Club Antonin Sportif
Il Club Antonin Sportif è una squadra libanese di pallacanestro e con sede a Baabda, situata a 10 chilometri a sud-est di Beirut, capitale del Paese. Il club, che attualmente milita nella Lebanese Basketball League, è affiliato al Collegio dei Padri Antonini di Hadeth, fondato nel 1975.

## Storia
Il Club Antonin Sportif è una società di pallacanestro fondata nel 1975, con sede nella città di Baabda, a pochi chilometri a sud-est di Beirut. Il club è strettamente legato al Collège des Pères Antonins di Hadeth, istituzione educativa nota per il suo impegno nella formazione accademica e sportiva. Fin dalle sue origini, il Club Antonin ha posto al centro della propria filosofia lo sviluppo dei giovani talenti locali, offrendo un ambiente educativo e sportivo ispirato ai valori umanistici e cristiani dell’ordine antonino. La squadra si è progressivamente affermata nel panorama cestistico libanese, prendendo parte a diverse competizioni nazionali e regionali, sia a livello giovanile che senior.
La squadra di pallacanestro ha fatto il suo esordio nella Lebanese Basketball League, la massima divisione nazionale, nella stagione 2006-2007, terminando però all'ultimo posto in classifica con una sola vittoria e tredici sconfitte. L'Antonine è poi tornato a giocare nella massima lega nazionale solo nella stagione 2017-2018 dove, concluse sia la prima che la seconda fase del campionato al settimo posto, ottenendo così l'accesso ai playoff; dove però uscì sconfitto contro l' Al-Riyadi Beirut al primo turno con un netto 3-0.
Nella stagione 2023-2024 l'Antonine è nuovamente tornato a competere nella Lebanese Basketball League, qualificandosi ai playoff ma venendo eliminata al primo turno dal Beirut Club. Nella stagione successiva, la  2024-2025, la squadra ha chiuso con un sorprendente quarto posto in classifica la stagione regolare, ma è stata poi eliminata nella serie spareggio per l'accesso final four dall'Homenetmen per 2-0.

## Organico

### Roster 2024-2025
Aggiornato al 9 Luglio 2025
|    | Naz.                                                   | Ruolo | Sportivo           | Anno | Alt. | Peso |  |
| -- | ------------------------------------------------------ | ----- | ------------------ | ---- | ---- | ---- |  |
| 0  | Libano (bandiera)                                      | AG    | Hassan Zakaria     | 1999 | 198  | 88   |  |
| 1  | Stati Uniti (bandiera)                                 | G     | Kerwin Roach       | 1996 | 193  | 82   |  |
| 3  | Libano (bandiera)                                      | AG    | Patrick Bou Abboud | 1987 | 201  | 99   |  |
| 5  | Stati Uniti (bandiera) · Rep. Centrafricana (bandiera) | G     | Isaiah Washington  | 1999 | 185  | 88   |  |
| 8  | Libano (bandiera)                                      | G     | Anthony Assi       | 2002 | 188  | 85   |  |
| 9  | Tunisia (bandiera) · Libano (bandiera)                 | C     | Jean Makhlouf      | 2003 | 203  | 100  |  |
| 11 | Libano (bandiera)                                      | AP    | Ibrahim Haddad     | 1998 | 193  | 89   |  |
| 13 | Libano (bandiera)                                      | AP    | Marc Abi Kheres    | 1994 | 197  | 91   |  |
| 14 | Libano (bandiera)                                      | PG    | Bryan Mansour      | 2004 | 188  | 84   |  |
| 21 | Spagna (bandiera) · Libano (bandiera)                  | PG    | Miguel Martinez    | 1987 | 188  | 78   |  |
| 24 | Stati Uniti (bandiera)                                 | AG    | Michael Watkins    | 1995 | 206  | 115  |  |
| 27 | Libano (bandiera)                                      | G     | Abi Khalil Thomas  | 1996 | 188  | 84   |  |
| 34 | Libano (bandiera)                                      | C     | Karl Younes        | 2006 | 209  | 94   |  |
| 56 | Libano (bandiera)                                      | G     | Bernard Saliba     | 1991 | 195  | 88   |  |

### Staff tecnico
| Ruolo           | Nome     |
| --------------- | -------- |
| Capo Allenatore | Ralf Akl |

## Cestisti celebri
- Jordan Davis
- Vernon Goodridge
- Rasheim Wright
- Isaiah Washington
- Carlos Emory
- Rashad McCants
- Kevin Murphy
- Kerwin Roach
- Bryan Davis
- LaQuinton Ross
- Luis Montero
- Matija Poščić
- Abdulgader Rezg
- Alex Abou Akl
- Miguel Martinez
- Roy Samaha
- Patrick Bou Abboud
- Marwan Ziadeh
- Elio Bassil